# 劉望之
劉望之（？—？），字商霖，號一厓、一崖，四川成都府內江縣人，明朝政治人物。

## 生平
正德十一年（1516年）丙子科四川鄉試舉人，嘉靖五年（1526年）丙戌科進士，授杭州府推官，十一年十一月選兵科給事中，十二年四月因事降魏縣縣丞。十六年升镇江府推官，歷任河南按察使，三十五年七月升江西右布政使，轉山西左布政使，因告發王府遭回籍。之後得起用為浙江左布政使，四十三年十一月陞應天府府尹，嘉靖四十四年（1565年）升大理寺卿，未任便因病請求退休，獲准以新銜致仕。

## 佚事
嘉靖三十七年（1558年），山西寧化等王府宗儀索取祿糧不遂，因此包圍布政司門，時任左布政使的劉望之被毆傷。

## 家族
祖父刘时和。父刘綵（1470年—1542年），字质夫，號龍谷，幼年就学于舅氏总督萧（號一菴）家，成年後從兄五清先生游歷，多次參加考试不第，以岁貢任永宁縣教諭，三年後擢任蜀府教授。正室陈氏，继室李氏，俱贈恭人。再继室奚氏，寿九十岁。生四子：刘望之、刘直之、刘宜之、刘盈之。孙：劉翾，監察御史，今浙江參政；劉翲，戶部員外郎；劉䎘、劉翊、劉翿、劉翉、劉詡、劉翧、劉䎖。曾孙：劉承祖，舉人；劉承裕、劉承祜、劉承禎，俱生員。